# Algemene Inspectie van de federale politie en van de lokale politie
De Algemene Inspectie van de federale politie en van de lokale politie is een Belgisch controleorgaan bevoegd voor de Federale Politie en de Lokale Politie en is tevens de instantie die in België belast is met het uitvoeren van controles op de gedwongen terugkeer van uitgeprocedeerde vreemdelingen. De Algemene Inspectie is een ministeriële dienst en staat onder het gezag van de minister van Binnenlandse Zaken en van de minister van Justitie.
De Algemene Inspectie staat onder leiding van en wordt georganiseerd door een Inspecteur-generaal en een adjunct-Inspecteur-generaal.

## Opdrachten
De Algemene Inspectie waakt over de optimalisering van het functioneren van de Federale Politie en van de Lokale Politie, en dit met respect voor de democratie en de bescherming van de fundamentele rechten en vrijheden.
De Algemene Inspectie is onafhankelijk van de politiediensten. Zij valt niet onder de hiërarchie van de mandatarissen van de Federale Politie of van de Lokale Politie, zij beschikt over een eigen wet en een Koninklijk besluit, een apart budget en de personeelsleden van de Algemene Inspectie vallen onder een personeelsstatuut dat deels  verschilt van het statuut van de politieambtenaren, werkzaam bij de Federale Politie of de Lokale Politie. De Algemene Inspectie voert haar werkzaamheden ook uit in andere gebouwen dan politiegebouwen.

## Organisatie
De Algemene Inspectie wordt geleid door een Inspecteur-generaal en door een adjunct-Inspecteur-generaal. Sinds 2017 zijn dit respectievelijk Thierry Gillis en Johan de Volder.
De hoofdzetel in Brussel bestaat uit de volgende 4 centrale directies:

### Directie Algemeen Beleid
Deze directie is samengesteld uit deskundigen inzake budget, logistiek, HRM en ICT en bieden rechtstreeks steun aan alle medewerkers.

### Directie Audit en Inspectie
Deze directie volgt politiegerelateerde domeinen nauwgezet op en draagt middels aanbevelingen n.a.v. inspecties, onderzoeken en audits duurzaam bij aan de optimalisering van de Geïntegreerde Politie, gestructureerd op twee niveaus.
Zij treedt op hetzij ambtshalve, hetzij op vraag van de minister van Binnenlandse Zaken en/of de minister van Justitie. Ook andere stakeholders (of belanghebbenden) zoals de gerechtelijke en de bestuurlijke overheden of korpschefs kunnen om een onderzoek verzoeken. Deze directie focust in het bijzonder op de toepassing van de principes van interne organisatiebeheersing (Rondzendbrief CP3) bij de Geïntegreerde Politie. Ter ondersteuning van de leidinggevenden van de Geïntegreerde Politie heeft deze directie alvast een handleiding CP3 aangeboden. Verder houdt de Cel Repatriëring van de directie toezicht op het correcte en humane verloop van de gedwongen terugkeer van te verwijderen personen.

### Directie van de Statuten
Deze directie behandelt dossiers die een impact hebben op de professionele loopbaan van (toekomstige) medewerkers van de Federale Politie en van de Lokale Politie. Het gaat om:
- selectie- en evaluatiedossiers voor commissies waarin de Inspecteur-generaal zetelt (bijvoorbeeld de selectiecommissie voor de aanduiding van een Korpschef van de Lokale Politie of nog, de selectiecommissie voor Commissaris-generaal van de Federale Politie);
- de voorbereiding van de dossiers voor de Jury van het Directiebrevet (het Directiebrevet is noodzakelijk om te kunnen bevorderen tot Hoofdcommissaris van Politie);
- de voorbereiding van de dossiers voor de Raad van Beroep (beroep aangetekend in het kader van een evaluatie bekomen met de eindvermelding "onvoldoende");
- de voorbereiding van de dossiers voor de Paritaire Commissie (deze commissie behandelt hoofdzakelijk dossiers van kandidaat-leden van het operationeel en administratief kader wiens kandidatuur werd geweigerd omwille van gedrags- of omgevingsfactoren en dossiers van stagiairs die, na afloop van hun opleiding, alsnog ongeschikt worden bevonden in het kader van de probatiestage);
- het zetelen in tuchtmateries in de Tuchtraad, waarin de Algemene Inspectie als deskundige een advies verstrekt;
- formuleert adviezen inzake politionele deontologie, integriteit en ethiek.

### Directie van de Individuele Onderzoeken
Onder toezicht van de gerechtelijke overheden voert deze directie opsporings- en gerechtelijke onderzoeken uit met betrekking tot medewerkers van de politiediensten. Voor feiten zonder strafrechtelijk karakter voert zij administratieve onderzoeken uit, al dan niet naar aanleiding van feiten of gedragingen die kaderen in de tuchtwetgeving.
Daarnaast bestaan er vier gedeconcentreerde posten.

### Gedeconcentreerde posten
Deze zijn gevestigd in Antwerpen, Gent, Bergen en Luik en hun activiteiten komen in het algemeen overeen met deze van de centrale directies, maar dan op regionaal niveau.

## Doelgroep
Op de Algemene Inspectie kan een beroep worden gedaan door:
- Iedere burger;
- Ieder lid en elke dienst van de Geïntegreerde Politie;
- De bestuurlijke overheden,  zoals de minister van Binnenlandse Zaken en de minister van Justitie, de burgemeesters, een Politiecollege, de Provinciegouverneurs en de Hoge Ambtenaar van het Administratief Arrondissement Brussel-Hoofdstad;
- De gerechtelijke overheden zoals de procureurs des Konings, de Arbeidsauditeurs, de Procureurs-generaal en de Federale Procureur;
- Het Vast Comité van Toezicht op de politiediensten;
- de Korpschefs van een Lokale Politie ;
- de Commissaris-generaal evenals de Directeurs-generaal van de Federale Politie;
- de vakorganisaties werkzaam binnen de Geïntegreerde Politie en binnen de Algemene Inspectie;
- UNIA (het Interfederaal Gelijkekansencentrum) met betrekking tot feiten van discriminatie, racisme of xenofobie;
- het Instituut voor de gelijkheid van vrouwen en mannen;
- Myria, het Federaal Migratiecentrum.

De Algemene Inspectie publiceert jaarlijks een activiteitenverslag en een visiedocument. Dit laatste betreft een document waarin zij stelling neemt m.b.t. politioneel belangrijke onderwerpen.